# Nuestra Señora del Populo
 (juin 2020).
Cet article possède un paronyme, voir Nossa Senhora do Pópulo.
Le Nuestra Señora del Populo – ou Populo ou El Pinque – est un voilier espagnol naufragé le 14 juillet 1733 au soir en Floride. Située par environ neuf mètres de fond dans l'océan Atlantique, son épave est aujourd'hui protégée au sein du parc national de Biscayne, dans le comté de Miami-Dade. Elle est par ailleurs inscrite au Registre national des lieux historiques depuis le 15 juin 2006.